# Rectella
Rectella is een geslacht van uitgestorven kreeftachtigen uit de familie Rectellidae.

## Soorten
- Rectella bidenta Logvin, 1972 †
- Rectella bispinosa Polenova, 1968 †
- Rectella carinaspinata Schallreuter, 1972 †
- Rectella confinis Pranskevichius, 1972 †
- Rectella cornuta Egorova, 1960 †
- Rectella dogorensis Ivanova, 1970 †
- Rectella elata Melnikova, 1980 †
- Rectella elata Zaspelova, 1959 †
- Rectella exigua Sun (Quan-Ying), 1987 †
- Rectella famenniensis Zanina, 1960 †
- Rectella galba Neckaja, 1958 †
- Rectella gibbera Polenova, 1970 †
- Rectella heteroclita Polenova, 1968 †
- Rectella inaequalis (Neckaja, 1952) Neckaja, 1958 †
- Rectella inornata Neckaja, 1958 †
- Rectella isolateralis Pranskevichius, 1972 †
- Rectella jacuschkinica Egorova, 1960 †
- Rectella kempfi Melnikova, 1985 †
- Rectella longa Neckaja, 1958 †
- Rectella nais Neckaja, 1958 †
- Rectella nana Polenova, 1968 †
- Rectella neckajae Rozhdestvenskaya, 1962 †
- Rectella primitiopsiformis Neckaja, 1973 †
- Rectella procera Pranskevichius, 1971 †
- Rectella proposita Abushik & Sarv, 1983 †
- Rectella protea Polenova, 1974 †
- Rectella proxima Rozhdestvenskaya, 1962 †
- Rectella rectangulata (Rozhdestvenskaya, 1959) Wei, 1988 †
- Rectella romboformis Neckaja, 1966 †
- Rectella sichuanensis Wei, 1988 †
- Rectella siveteri Petersen & Lundin, 1993 †
- Rectella sturiensis Gailite, 1975 †
- Rectella subdeltoidalis Nechaeva, 1968 †
- Rectella symmetrica Egorova, 1966 †
- Rectella telleri Zbikowska, 1983 †
- Rectella thomasi Schallreuter, 1972 †
- Rectella trapezoides Zaspelova, 1959 †
- Rectella zickerensis Schallreuter, 1972 †